# Демэкология
Демэколо́гия (от др.-греч. δῆμος — народ), экология популяций — раздел общей экологии, объектами изучения которого являются изменение численности популяций, отношения групп внутри них. В рамках демэкологии выясняются условия, при которых формируются популяции. Демэкология описывает колебания численности различных видов под воздействием экологических факторов и устанавливает их причины.